# Verner Toivonen
Verner „Vetta” Toivonen (ur. 7 czerwca 1908 w Lahti, zm. 19 lutego 2004 tamże) – fiński lekkoatleta, długodystansowiec, olimpijczyk z 1932.

## Życiorys
Wystąpił w biegu na 3000 metrów z przeszkodami na igrzyskach olimpijskich w 1932 w Los Angeles. Awansował do finału, w którym zajął 9. miejsce.
Był z zawodu złotnikiem. Na początku lat 30. prowadził sklep złotniczy w Lahti.
Rekordy życiowe: 
- bieg na 5000 metrów – 14:41,6 (25 czerwca 1933, Antwerpia)
- bieg na 3000 metrów z przeszkodami – 9:14,2 (7 września 1933, Helsinki)